# Hammarby IF Basket
Hammarby Basket är basketföreningen inom alliansföreningen Hammarby IF (även kallat Bajen) i Stockholm. Hammarby Roddförening bildades den 10 april 1889 på Södermalm. 7 mars 1897 ändrade roddföreningen sina stadgar, då klubben sedan en tid bedrivit andra idrotter än rodd, och namnändelsen ändrades till Idrottsförening.
Basketsektionen startade 1974 men upplöstes redan 1985. Hammarby Basket återuppstod 2015 genom att Polisen Basket ansökt om inträde i Hammarby.
Hammarby Basket har fostrat en mängd landslagsspelare på ungdomsnivå och seniornivå. Maciej Lampe, Damir Markota och Amanda Zahui - tre tidigare ungdomsspelare i Hammarby - har tagit sig hela vägen till de amerikanska proffsligorna NBA och WNBA.